# Experimento del mundo pequeño
El experimento del mundo pequeño comprende varios experimentos llevados a cabo por el psicólogo social Stanley Milgram, en su investigación sobre las redes sociales en los Estados Unidos. Lo innovador de esta investigación fue la revelación de que la sociedad humana es una red social que presenta la estructura del mundo pequeño, caracterizada por interconexiones mucho más cortas de lo esperadas. Los experimentos son frecuentemente asociados con la teoría de los seis grados de separación, a pesar de que Milgram nunca utilizó personalmente este término.

## Contexto histórico del fenómeno del mundo pequeño
Es muy probable que las conjeturas de Marconi, basadas en su trabajo de radio a principios del siglo XX y articuladas en su discurso ganador del Premio Nobel en 1909, hayan inspirado al autor húngaro Frigyes Karinthy, a escribir, entre muchas otras cosas, un reto para encontrar a otra persona con la cual él no pudiese estar conectado, por medio de un máximo de cinco personas. Esta es, probablemente, la más temprana referencia al concepto de seis grados de separación, y la búsqueda de una solución al problema matemático del mundo pequeño.
El matemático Manfred Kochen, un austriaco que tenía experiencia en el diseño urbano estatal, y el politólogo Ithiel de Sola Pool escribieron un manuscrito matemático titulado “Contacts and Influences” (Contactos e Influencias), mientras trabajaban en la Universidad de París, a principios de la década de 1950, durante un período en el que Stanley Milgram visitaba y colaboraba con sus investigaciones. El manuscrito, que circuló entre los académicos durante más de 20 años antes de ser publicado en 1978, articulaba formalmente la mecánica de las redes sociales, y exploraba sus consecuencias matemáticas (incluyendo sus grados de conectividad). El manuscrito dejó varias preguntas significativas sin resolver respecto de las redes sociales, siendo una de ellas el número de grados de separación en las redes sociales reales. Stanley Milgram asumió el reto a su retorno de París, conduciendo los experimentos publicados en el artículo “The Small World Problem” (El problema del mundo pequeño), en la popular revista científica Psychology Today, y con una versión más rigurosa publicada en Sociometry dos años después. La revista Psychology Today generó una enorme cantidad de publicidad para los experimentos, que son recordados incluso hoy en día, mucho después de que la mayor parte del trabajo formativo ha sido olvidada.
El experimento de Stanley Milgram fue concebido en una era en la que un número de líneas investigativas independientes coincidían en la idea de que el mundo se estaba tornando cada vez más interconectado. Michael Gurevich había llevado a cabo un trabajo seminal en su estudio empírico sobre la estructura de redes sociales, en su disertación para el doctorado en Investigación en el Instituto Tecnológico de Massachusetts, bajo la tutela de Ithiel de Sola Pool. 
El matemático Manfred Kochen, extrapoló estos resultados empíricos en “Contacts and Influences” (Contactos e Influencias), concluyendo que “En una población con un tamaño similar a la de los Estados Unidos, sin estructura social, es prácticamente un hecho que dos individuos cualquiera pueden contactarse el uno al otro, a través de por lo menos dos intermediarios. En una población [socialmente] estructurada, esto es menos factible, pero aún parece probable. Y quizás para la población mundial, probablemente sólo sería necesario añadir un individuo más.” Posteriormente se construyeron las simulaciones de Montecarlo, basadas en los datos de Gurevich, que reconocían que para modelar una estructura social, eran necesarias conexiones interpersonales tanto fuertes como débiles. Las simulaciones, llevadas a cabo en computadoras de 1973, eran limitadas, pero aun así fueron capaces de predecir que existía una media un poco más realista de tres grados de separación entre la población de los Estados Unidos, un valor que presagió los hallazgos de Stanley Milgram.
Stanley Milgram revisitó los experimentos de Gurevich sobre redes de conexiones interpersonales, cuando llevó a cabo una ampliamente publicitada secuencia de experimentos, que comenzaron en 1967, en la Universidad Harvard. El trabajo más famoso de Milgram es un estudio sobre obediencia y autoridad, ampliamente conocido como el Experimento de Milgram. La temprana asociación de Milgram con de Sola Pool y Kochen fue probablemente el origen de su interés en la creciente interconexión entre seres humanos. Las entrevistas de Gurevich sirvieron como base para los experimentos de Milgram sobre el fenómeno del mundo pequeño. Este era el mismo fenómeno articulado por el escritor Frigyes Karinthy, en la década de 1920, mientras documentaba una creencia ampliamente difundida en Budapest, de que los individuos estaban separados por seis grados de contacto social. Esta observación, a su vez, estaba vagamente basada en el trabajo seminal demográfico de los agentes estatales que influyeron ampliamente en el diseño de las ciudades del Este Europeo, durante ese mismo período. Benoit Mandelbrot, matemático nacido en Lituania, y que había viajado extensamente por el Este Europeo, era consciente de las reglas empíricas estatales y fue también colega de Sola Pool, Kochen y Milgram en la Universidad de París durante la primera parte de la década de 1950 (Kochen llevó a Mandelbrot a trabajar al Instituto de Estudios Avanzados y posteriormente IBM en los Estados Unidos). El círculo de investigadores estaba fascinado con la interconectividad y el “capital social” de las redes humanas. Los resultados de los estudios de Milgram mostraron que la gente en los Estados Unidos parecía estar conectada por aproximadamente tres vínculos de amistad promedio, sin especular respecto de los vínculos globales. Debido a la amplia publicidad que la publicación del artículo en la revista Psychology Today dio a los experimentos, la noción de Seis Grados han sido erróneamente atribuida tanto Stanley Milgram como a Manfred Kochen y Frigyes Karinthy; sin embargo, los más probable es que el término seis grados de separación haya sido popularizado por John Guare, quien atribuye la cifra ‘seis’ a Marconi.

## El experimento
El experimento de Milgram generó un deseo de aprender más acerca de la probabilidad de que dos personas seleccionadas al azar se conocieran entre sí. Esta es una forma de abordar el problema del mundo pequeño. Una visión alternativa del problema es imaginar a la población como una red social e intentar encontrar la longitud promedio de la conexión entre dos nodos cualquiera. El experimento de Milgram fue diseñado para medir la longitud de estas conexiones, desarrollando un procedimiento para contar el número de nexos entre dos personas cualquiera.

### Procedimiento básico
1. A pesar de que el experimento sufrió una serie de variaciones, Milgram típicamente elegía individuos en las ciudades norteamericanas de Omaha, Wichita y Boston, para ser el principio y el final de una cadena de correspondencia. Estas ciudades fueron seleccionadas debido a que representaban una gran distancia en los Estados Unidos, tanto geográfica como socialmente.
2. A los individuos de Omaha y Wichita seleccionados al azar, se les enviaba paquetes con información. Estos incluían cartas que detallaban el propósito del estudio, e información básica acerca del destinatario que debía ser contactado en Boston. Contenían además una lista en la que las personas que participaban debían inscribir sus nombres, y tarjetas de respuesta pre-dirigidas a Harvard.
3. Junto con recibir la invitación a participar, al individuo se le preguntaba si acaso él o ella conocía personalmente al destinatario descrito en la carta. En caso de que así fuera, la persona debía reenviarle la carta directamente. Para efectos del estudio, conocer a alguien “personalmente” estaba definido como una relación de tú a tú.
4. En el caso -más probable- de que la persona no conociese personalmente al destinatario, la persona debía pensar en un amigo o pariente al que conocieran personalmente, y que tuviese más probabilidades de conocer personalmente al destinatario. La primera persona debía entonces inscribir su nombre en la lista y reenviar el paquete a la segunda persona. También debía enviarse una tarjeta de respuesta a los investigadores en Harvard, de modo que estos pudiesen rastrear el progreso de la cadena hacia el destinatario.
5. Cuando el paquete finalmente alcanzaba al destinatario, los investigadores podían examinar la lista para contar el número de veces que había sido reenviada de persona a persona. En aquellos casos en los que los paquetes nunca alcanzaban al destinatario, los investigadores podían identificar el punto de quiebre de la cadena, gracias a las tarjetas recibidas.

### Resultados
Poco tiempo después de dar inicio a los experimentos, los paquetes comenzaron a llegar a los destinatarios y los investigadores comenzaron a recibir tarjetas de los participantes. En algunos casos, los paquetes alcanzaban a su destinatario en apenas uno o dos pasos, mientras que algunas cadenas estaban compuestas de hasta nueve o diez eslabones. Sin embargo, un problema significativo fue que, en muchas ocasiones, las personas se negaron a reenviar los paquetes, ocasionando que estos no lograran llegar al destinatario. En uno de los experimentos, 232 de los 296 paquetes enviados nunca llegaron a destino. 
Sin embargo, en los 64 casos en que los paquetes sí alcanzaron a sus destinatarios, la longitud promedio de la cadena de conexiones fluctuaba entre las 5,5 y 6 personas. Sobre la base de esto, los investigadores concluyeron que la población de los Estados Unidos estaba separada por unas seis personas en promedio. De esta forma, y a pesar de que Milgram nunca utilizó personalmente el término seis grados de separación, sus hallazgos posiblemente contribuyeron ampliamente a la difusión y aceptación de dicho concepto.
En un experimento en el que se enviaron 160 paquetes, 24 alcanzaron a su destinatario en Sharon, Massachusetts. De esos 24, 16 fueron entregados al destinatario por la misma persona, a quien Milgram llama “Sr. Jacobs”, un comerciante de ropa. De aquellos que fueron recibidos en el lugar de trabajo, al menos la mitad fueron entregados por otros dos hombres.
Los investigadores utilizaron las tarjetas para examinar cualitativamente los tipos de cadenas creadas. Generalmente, el paquete alcanzaba rápidamente una proximidad geográfica, pero circulaba alrededor del destinatario casi al azar, hasta encontrar su círculo interno de amistades. Esto sugiere que los participantes favorecían fuertemente las características geográficas al momento de escoger a la persona más apropiada para continuar la cadena.

### Críticas
Existe una serie de críticas metodológicas que se le hacen al experimento de Milgram del Mundo Pequeño, que sugieren que la longitud promedio de las cadenas de contactos puede ser en realidad más larga o más corta de lo que Milgram estimó. Cuatro de estas críticas se resumen a continuación.
1. En el artículo “The ‘Six Degrees of Separation’ Myth” ("El mito de los seis grados de separación”), se argumenta que el estudio de Milgram presenta una selectividad y prejuicio irresponsable, debido a la forma en la que los participantes fueron seleccionados, además de altos registros de casos en los que no hubo respuestas. Si se asume un porcentaje constante de “no respuestas” por cada cadena, las cadenas más largas se verían subestimadas, ya que es más probable encontrar personas no dispuestas a participar. Por lo tanto, el experimento de Milgram subestima la longitud verdadera de las cadenas de contactos.
2. Una de las características claves de la metodología de Milgram, es que a los participantes se les pedía que eligiesen a una persona de entre sus conocidos, a la que ellos considerasen con más probabilidades de conocer al destinatario. Esto significa que, en muchos casos, el participante podía no estar seguro de cuál de sus amigos era la persona más indicada para continuar la cadena. De este modo, y debido a que los participantes del experimento de Milgram no tenían un mapa topológico de la red social, podían en realidad estar enviando el paquete más lejos del destinatario, en lugar de enviarlo por el camino más corto. Esto puede crear un leve prejuicio y sobreestimar el número promedio de lazos necesarios para conectar a dos personas elegidas al azar.
3. La descripción de las redes sociales heterogéneas aún permanece como una pregunta abierta. A pesar de que durante varios años no se hizo ninguna investigación en el área, en 1998, Duncan J. Watts y Steven Strogatz publicaron un artículo que representó un gran paso adelante, en la revista Nature.
4. Es imposible que la totalidad de la población mundial esté interconectada tan solo por seis grados de separación, ya que existen ciertas poblaciones que nunca han tenido contacto con personas fuera de su propia cultura, como es el caso de los Sentinelese, en las Islas Andamán. Sin embargo, actualmente la población Sentinelese está estimada en 250 personas, lo que representa tan sólo el 0,000000038% de la población del planeta. Por lo tanto, es posible pensar que más del 99% de la población mundial puede estar conectada de esta forma, ya que se necesitarían al menos 66.000.000 personas aisladas para conformar el 1% de la población de la Tierra.

## Influencias

### Las ciencias sociales
Basándose en artículos originalmente publicados en The New Yorker, Malcom Gladwell elaboró el concepto de “funneling” (“embotellamiento”). Gladwell argumenta que el fenómeno de los seis grados de separación depende de unas cuantas personas extraordinarias (“conectores”), con amplias redes de contactos y amistades. Estos nodos median en las conexiones entre la amplia mayoría de individuos que estarían, de otro modo, vagamente conectados.
Sin embargo, trabajos recientes en los efectos del fenómeno del mundo pequeño en la transmisión de enfermedades han indicado que, debido a la naturaleza de fuertes conexiones que tienen las redes sociales, suprimir estos nodos principales de una población suele tener poco efecto en la longitud promedio de conexión entre individuos.

### Matemáticos y actores
Comunidades más pequeñas, como matemáticos o actores han encontrado que están densamente conectados, mediante cadenas de contactos personales o profesionales. Los matemáticos han creado el número de Erdős para indicar a qué distancia se encuentran de Paul Erdős, basándose en la publicación de artículos en conjunto.
Un ejercicio similar se ha hecho con el actor Kevin Bacon, para los actores que han participado en producciones con él, lo que más tarde pasó a ser el popular juego “Seis grados de Kevin Bacon”. El sitio web The Oracle of Bacon (El oráculo de Bacon) utiliza los datos de interconexión social disponibles en el sitio Internet Movie Database (Base de Datos de Películas en Internet), para determinar el número de vínculos entre el actor Kevin Bacon y cualquier otra celebridad. También existe la modalidad combinada, el número de Erdős-Bacon, para aquellos actores-matemáticos y matemáticos actores.
Los jugadores del popular juego asiático Go describen su distancia del gran jugador Honibo Shusaku, contando su «número de Shusaku», el cual cuenta los grados de separación mediante las partidas que los jugadores han tenido.

## Investigaciones actuales sobre el fenómeno del mundo pequeño
El problema del mundo pequeño es aún hoy en día un popular tema de investigación, sobre el cual aún se realizan muchos experimentos. Por ejemplo, hace poco se realizó el “Small World Project” (Proyecto del Mundo Pequeño), en la Universidad de Columbia, en Nueva York, Estados Unidos, que buscaba generar una versión del mismo experimento basada en el envío de correos electrónicos, y que logró encontrar longitudes promedio de conexión de alrededor de cinco personas en una escala mundial. Sin embargo, las mismas críticas que se le hacen al experimento de Milgram sobre el mundo pequeño son aplicables a esta investigación.

### Modelos de redes de contactos
En 1998, Duncan J. Watts y Steven Strogatz, ambos en el Departamento de Mecánica Teórica y Aplicada de la Universidad Cornell, publicaron el primer modelo de una red de contactos, en referencia al fenómeno del mundo pequeño. Ambos demostraron que, tanto las redes del mundo natural como las del mundo construido por el hombre, muestran la propiedad del mundo pequeño, como es el caso de las redes neuronales de la Caenorhabditis elegans, y las redes de transporte de energía eléctrica. Watts y Strogatz demostraron que, comenzando con una trama regular, la adición de un pequeño número de vínculos al azar reducía el diámetro –el camino directo entre dos vértices cualesquiera de la red- de una longitud muy larga, a una muy corta. La investigación fue originalmente inspirada por los esfuerzos de Watts por entender la sincronización de los sonidos emitidos por los grillos, ya que estos muestran un alto grado de coordinación durante largos tramos, como si fuesen conducidos por un guía invisible. El modelo matemático desarrollado por Watts y Strogatz para explicar este fenómeno ha sido aplicado desde entonces en un amplio rango de áreas diferentes. En palabras del propio Watts:

Creo que he sido contactado por una persona de cada campo existente, excepto el de la literatura inglesa. He recibido cartas de matemáticos, físicos, bioquímicos, neurofisiólogos, epidemiólogos, economistas, sociólogos; de gente en el área de marketing, sistemas de información, ingeniería civil, y de una empresa que trabaja bajo el concepto del mundo pequeño para propósitos de redes de contacto en internet.
Duncan J. Watts, De Muhammad Ali a la Abuela  Rose

En términos generales, el modelo demostró la certeza de la observación de Mark Granovetter, de que es “la firmeza de los lazos débiles” lo que mantiene unida a la red social. A pesar de que el modelo específico ha sido generalizado por Jon Kleinberg, aún se mantiene como un caso canónico en el campo de las redes complejas. En el área de la teoría de redes, la idea presentada por el Modelo de Red del Mundo Pequeño ha sido explorada de forma bastante extensiva. De hecho, varios resultados clásicos en la teoría de Gráficos Aleatorios, demuestran que incluso las redes que no tienen una estructura topológica real presentan el fenómeno del mundo pequeño, el cual es expresado matemáticamente como el diámetro de la red, creciendo con el logaritmo del número de nodos (en lugar de crecer proporcionalmente al número de nodos, como es el caso de las grillas regulares). 
En las ciencias de la computación, se utiliza el fenómeno del mundo pequeño (a pesar de que no es llamado típicamente así) en el desarrollo de protocolos seguros peer-to-peer, algoritmos de enrutamiento para Internet y redes inalámbricas ad hoc, y la búsqueda de algoritmos para redes de comunicación de todo tipo.

## El experimento de Milgram en la cultura popular
El tema de las redes sociales impregna la cultura popular en los Estados Unidos y en cualquier otro lugar. Particularmente, la noción de los seis grados de separación, se ha vuelto parte de la conciencia colectiva. Las comunidades virtuales como Friendster, MySpace, Facebook y Orkut, entre otras, han aumentado enormemente la conectividad del espacio en línea, mediante la aplicación del concepto de redes sociales.